# Grand Tower
Grand Tower är en ort i Jackson County i Illinois. Vid 2020 års folkräkning hade Grand Tower 479 invånare.